# الدوري البلجيكي الممتاز 1907-08
الدوري البلجيكي الممتاز 1907-08 (بالفرنسية: Championnat de Belgique de football 1907-1908)‏ هو الموسم 13 من  الدوري البلجيكي الممتاز. أقيم خلال الفترة 6 أكتوبر 1907 وحتى 5 أبريل 1908، والذي يشرف على تنظيمه الاتحاد الملكي البلجيكي لكرة القدم، وكان عدد الأندية المشاركة فيه  10، وفاز فيه Royal Racing Club de Bruxelles ‏.